# 1963 год в шашках
1963 год в шашках
Прошли очередные национальные чемпионаты (по международным шашкам): СССР, Нидерландов, Франции.
По русским шашкам проведено командное первенство СССР, где лучшего результата на первой досчке добился Зиновий Цирик. Проведено 2-16 августа командное первенство СССР средию юношей в Черновцах. 1 место — Ленинград, 2 место — Белоруссия, 3 место — Латвия.

## Женские шашки
Развивались только русские шашки.
С 23 августа по 5 сентября в Черновцах в финале VII чемпионата СССР по русским шашкам среди женщин участвовали 12 спортсменок. Чемпионкой СССР стала Софья Тарханова из Уфы.
Финалу предшестовали проведены женские первенства.
1. Ленинград.
1 место — Л. Гусарова, 2 место — М. Григорьева, 3-4. Ширкина, Михайлова.
2. Украинская ССР — швейцарка, 7 раундов. 20 участниц.
1 место — Т. Левитан, 2-3. Л. Твердохлеб, Алина Великовская
3. Белорусская ССР -
1. Л. Лесина (10,5 из 12), 2-3. Л. Щигельская, В. Крискевич (8,5)
4. Эстонская ССР — 24 участницы. Швейцарская система 10 раундов
1 место — Ыйе Кундвер, 2 место — Линда Пийпер, 3 место — Ыйе Тувикене
5. Латвийская ССР — 16 участниц. Швейцарская система
1 место — Р. Шуплинска, 2 место — Б. Важа
6. Узбекская ССР
1 место — А. Абашина, 2 место — Н. Волхонская.
7. Молдавская ССР
1. Л. Бендерская (10 из 11), 2-3. И. Парпулова, П. Гуревич (9,5)
8. Литовская ССР
1 место — Я. Аугистинайте (9 из 10), 2 место — Н. Вигушинайте (8,5), 3 место — А. Шергалите (7)

## Международные турниры
В Ялте 8-23 сентября прошёл международный турнир. 4 страны, 12 спортсменов.

## Сеансы одновременной игры
15 августа в Одессе был установлен рекорд по числу досок для сеанса одновременной игры — 115. Сеансёры — Игорь Кухто, Михаил Становский (ж. Шашки, № 5-1963, С.7)

## Несостоявшиеся турниры
В ноябре — декабре в СССР должен был состоятся матч за звание чемпиона мира по международным шашкам среди мужчин между чемпионом мира Исером Куперманом и претендентом Баба Си.